# П'ятнична мечеть (Ісфаган)
Мечеть Джаме, Соборна мечеть, П'ятнична мечеть Ісфагана (перс. مسجد جامع اصفهان — Masjid-e-Jāmeh, Isfahān) — велика, соборна мечеть міста Ісфаган в остані Ісфаган, Іран. Мечеть є результатом безперервного будівництва, реконструкцій і доповнень у періоді між 771 роком та кінцем ХХ століття. Великий базар Ісфагана розташований біля південно-західного крила мечеті. Мечеть була включена ЮНЕСКО до об'єктів Світової спадщини 2012 року.

## Характеристики
Це одна з найстаріших мечетей, які досі стоять в Ірані. Побудована в чотириайванному архітектурному стилі; її четверо воріт розташовані лицем до лиця. Кібла айван на південній стороні мечеті отримав склепіння з мукарнами в ХІІІ столітті.
За часів Сельджуків були додані два цегляних зали з куполами, якими славиться мечеть. Південний купол був побудований для розміщення міхраба у 1086-87 роках Нізамом уль-Мульком, знаменитим візиром Малік-шаха. Цей купол був найбільшим відомим куполом свого часу. Північний купол був побудований на рік пізніше суперником Нізама уль-Мулька — Таджем уль-Мульком. Функція цієї зали з куполом є невизначеною. Хоча вона була розташована вздовж осі північ-південь, вона була розташована за межами мечеті. Купол був, очевидно, побудований як пряма відповідь на більш ранній південний купол, і дуже успішно, зайнявши своє місце як шедевр перської архітектури внаслідок своєї конструктивної чіткості та геометричного балансу. Айвани були також додані в кілька етапів за правління Сельджуків, що надало мечеті її нинішньої чотириайванної форми, яка згодом стали переважаючою в Ірані й в усьому ісламському світі.
Відповідаючи функціональним потребами простору, політичним амбіціям, релігійним подіям і змінам смаку, подальші доповнення та модифікації включають в себе елементи епохи Моголів, Муззафарідів, Тимуридів і Сефевідів. Вартим уваги є майстерно різьблений міхраб ліпниною, замовлений 1310 року монгольським правителем Олджейту і розташований у боковому молитовному залі, побудованому у західній аркади. Вклад Сефевідів був багато в чому декоративним, з додаванням мукарн, глазурованої плитки і мінаретів, які стоять по боках південного айвану.
Куполи і пілястри, які слугують межами гіпостиля між айванами, не датовані і різноманітні за стилями, нескінченно змінені ремонтами, реконструкціями і доповненнями.
Витоки мечеті сягають VIII століття, але оригінальна мечеть згоріла і була відновлена знову в XI столітті за часів династії Сельджуків і багато разів піддавалась реконструкції. В результаті, в ній є приміщення, побудовані в різних архітектурних стилях, тому зараз мечеть є фактично конденсованою історією іранської архітектури.

## Галерея

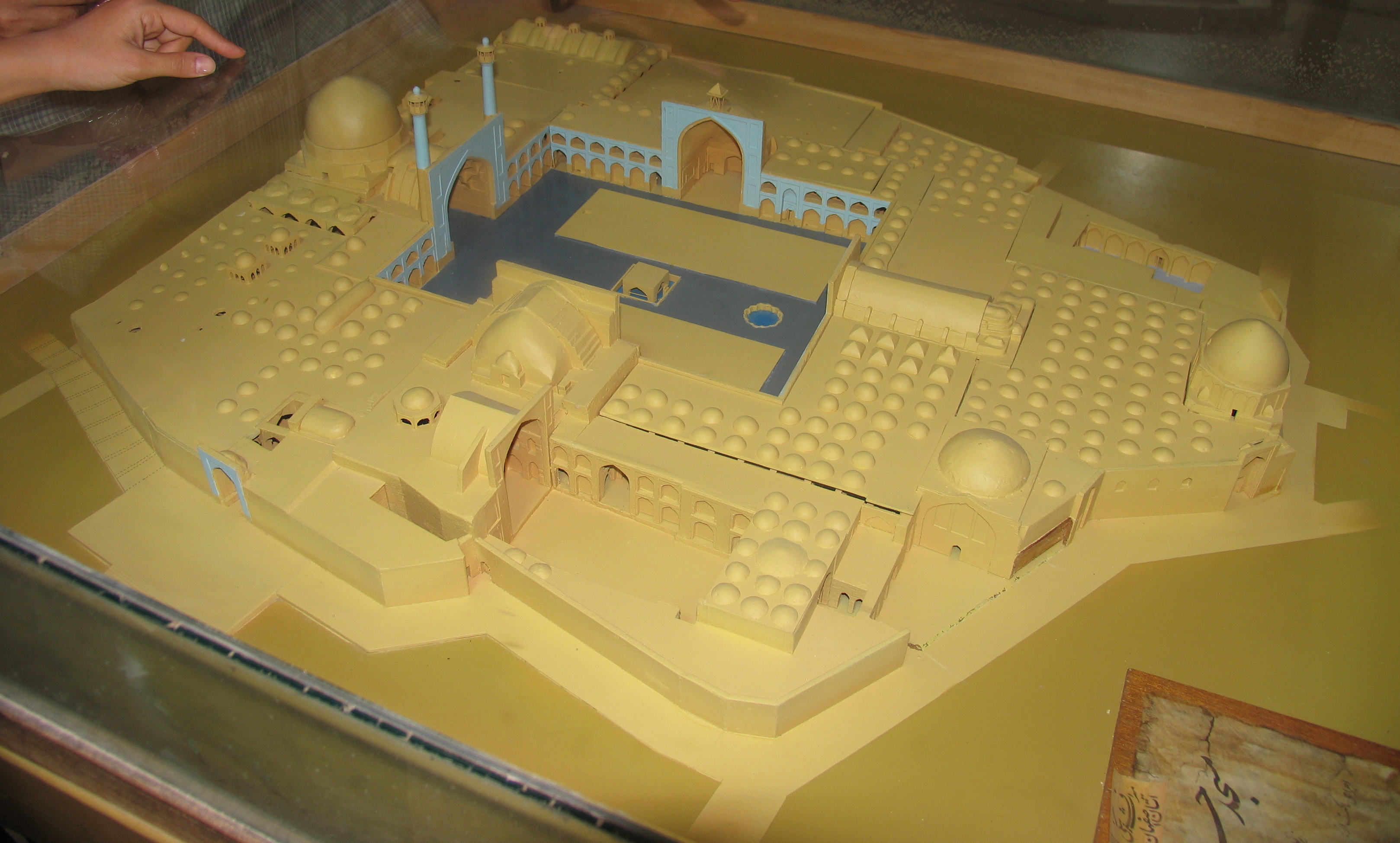
модель мечеті
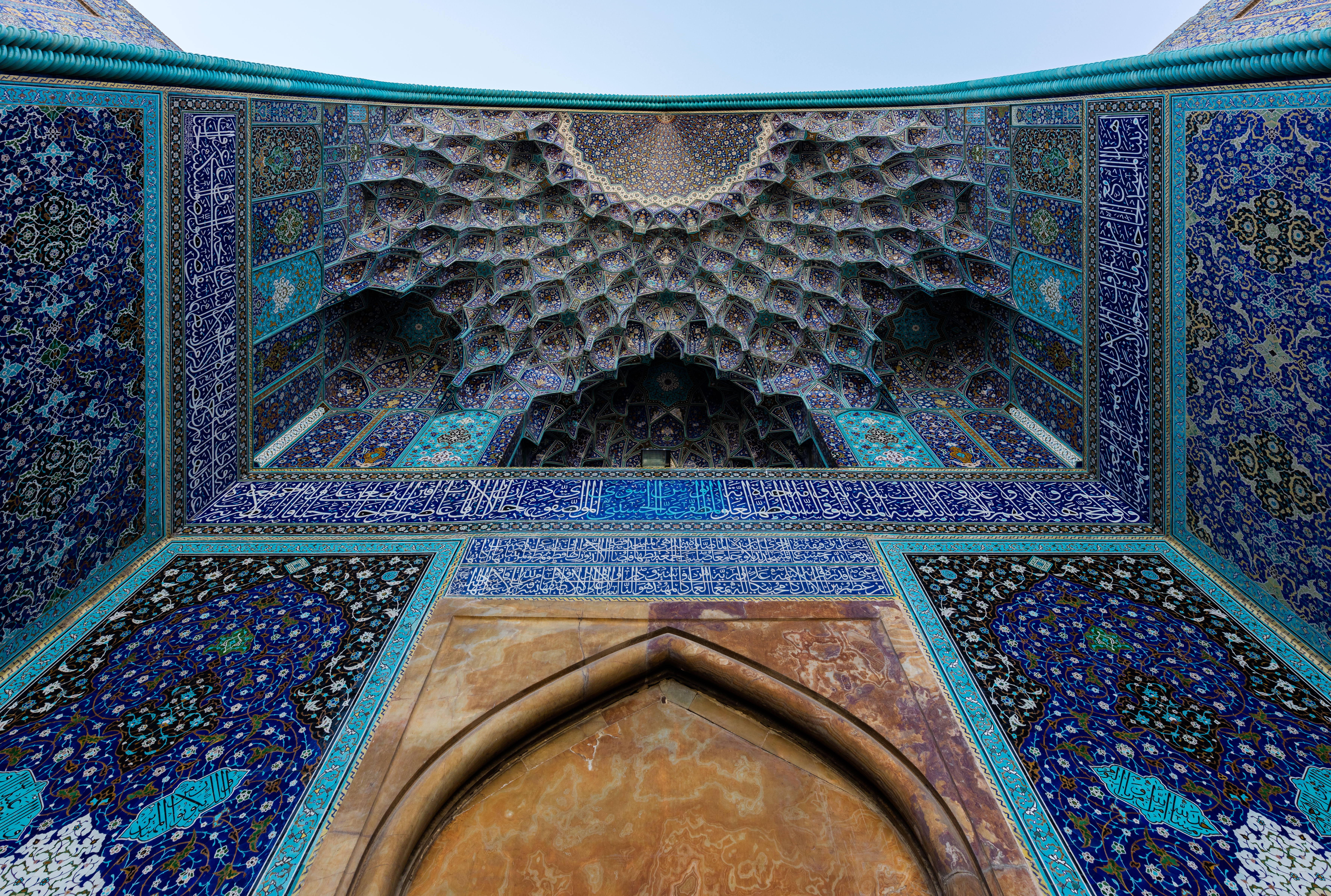
деталі цегляного та плиточного орнаменту айвана.
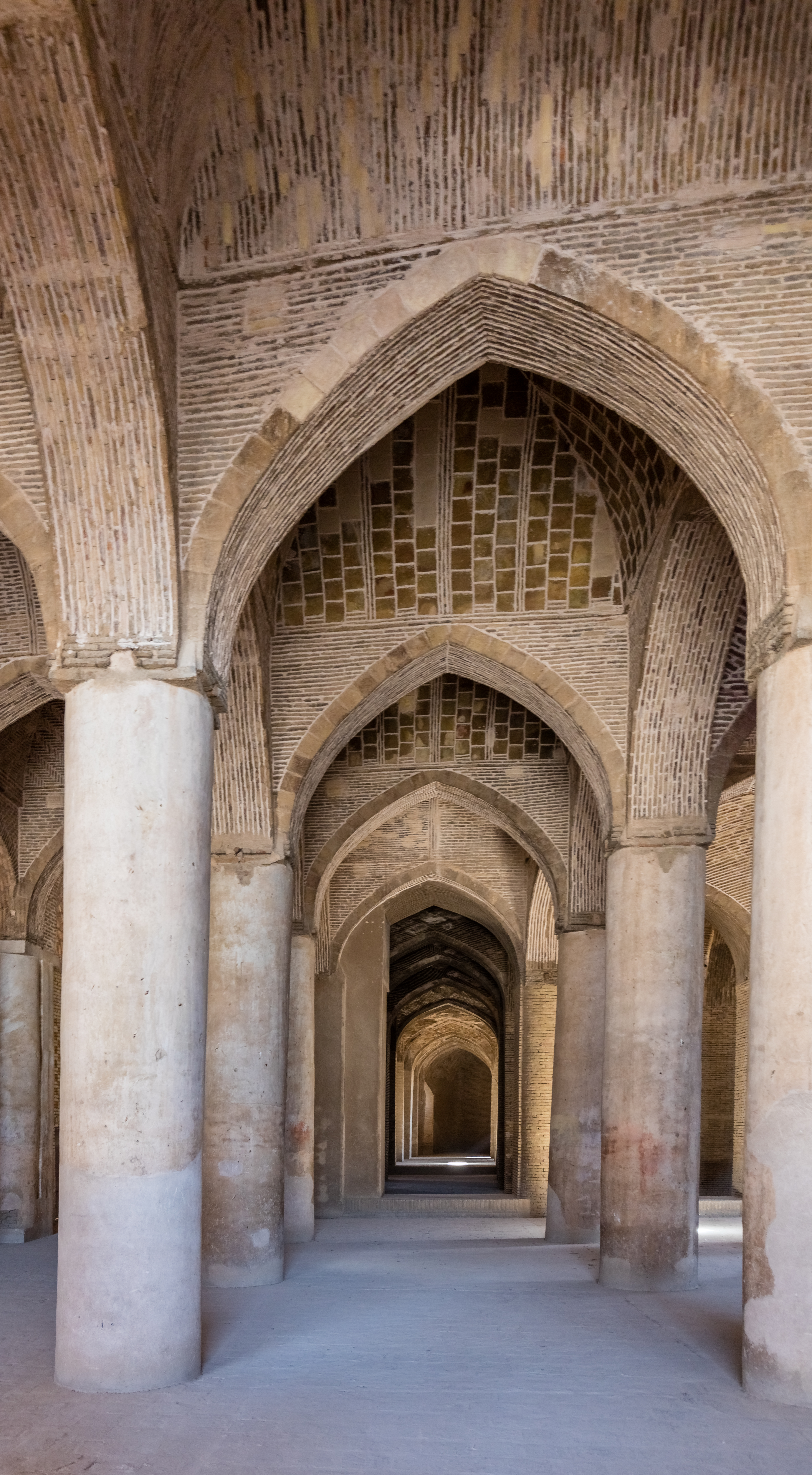
Колони та склепіння довкола гіпостиля.
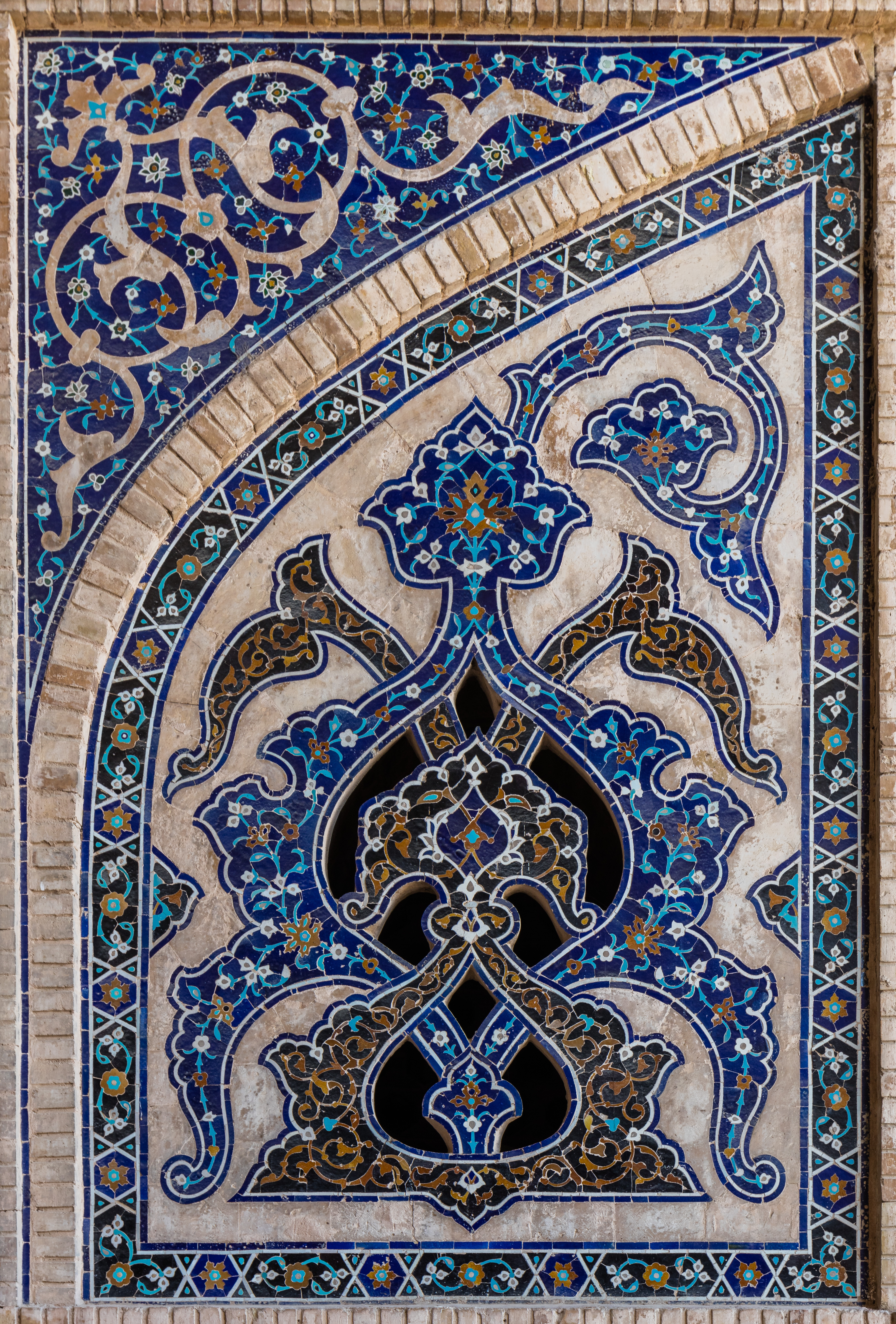
Каліграфія на західному айвані
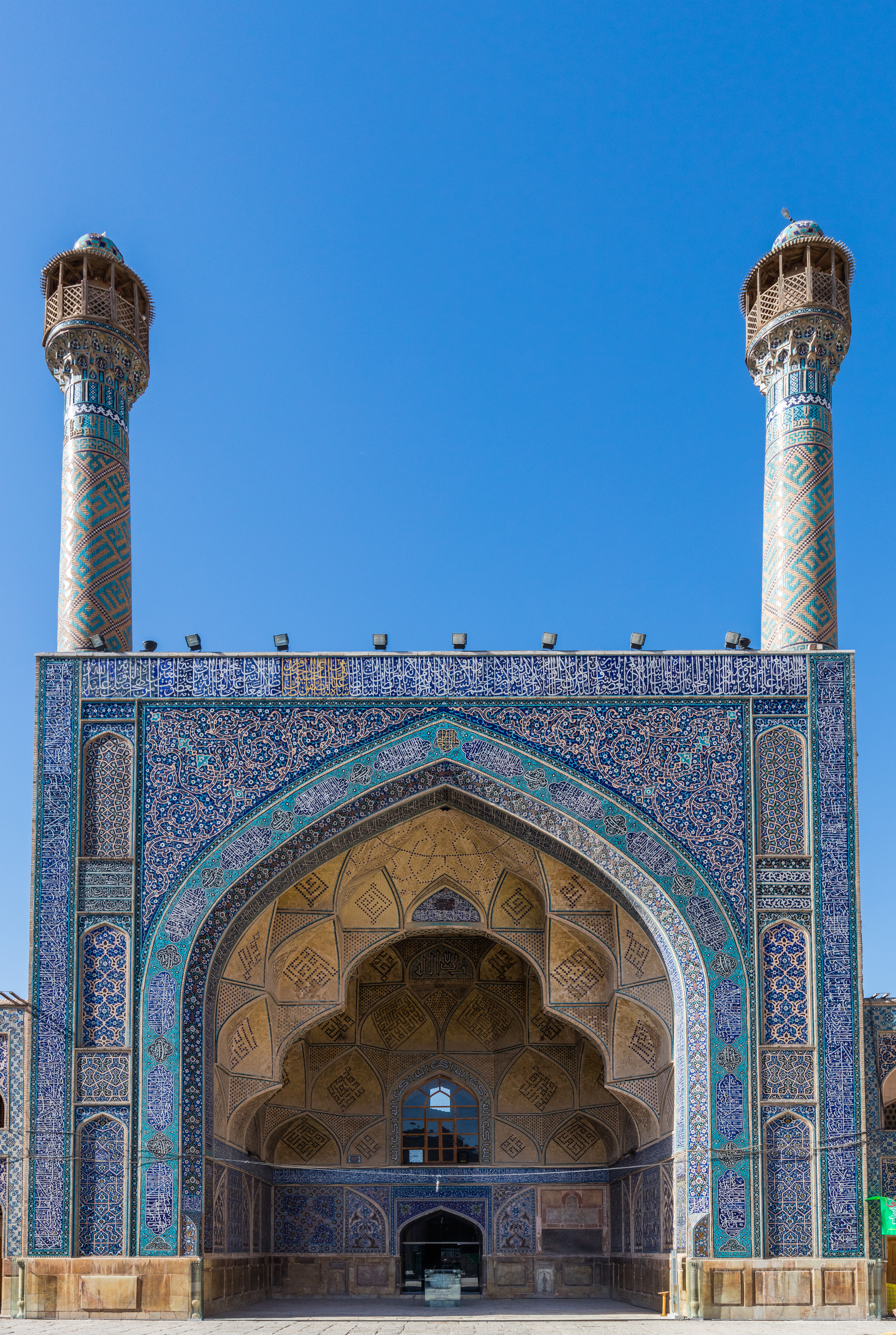
Південний айван зблизька.
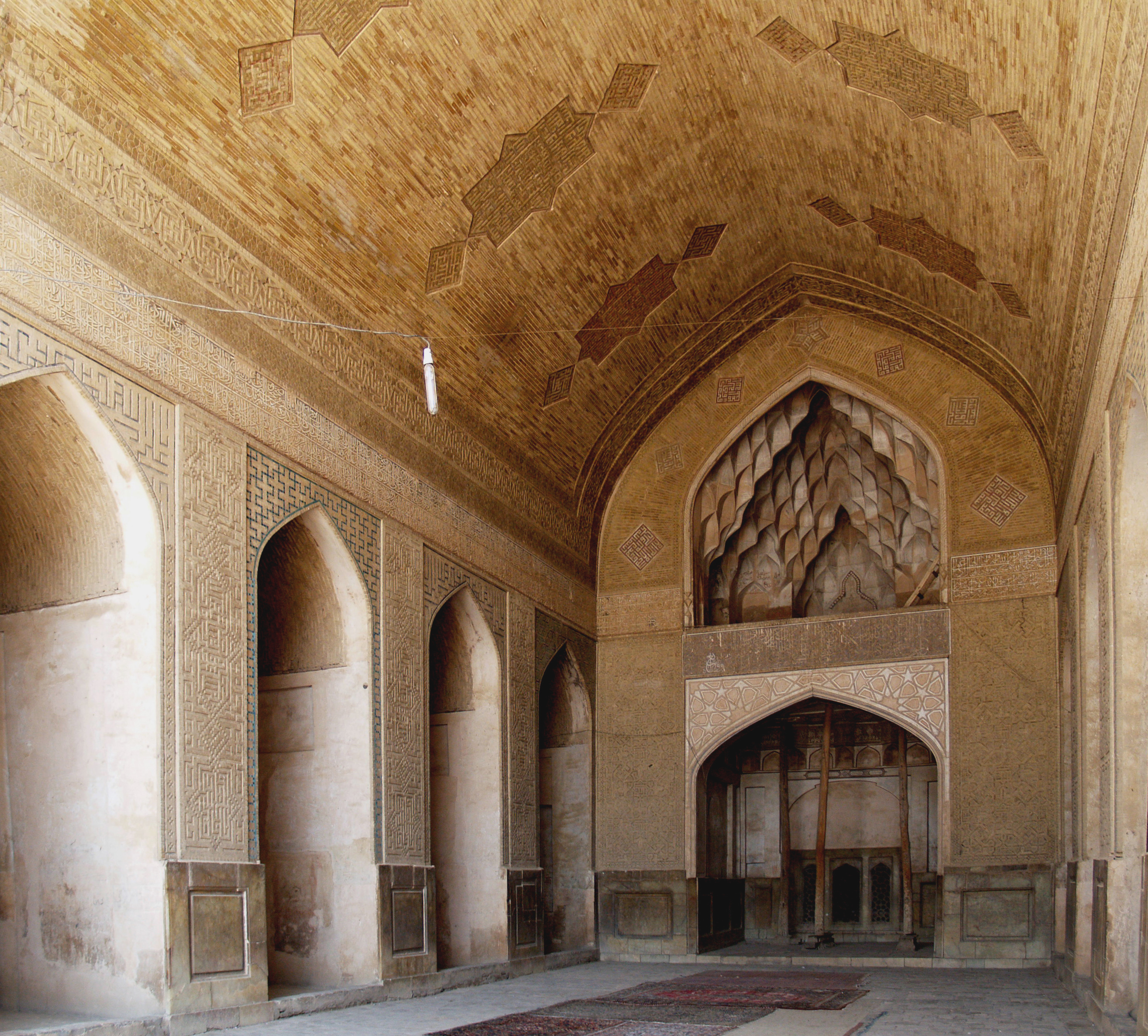
Молитовна зала, збудована за часів Сельджуків.
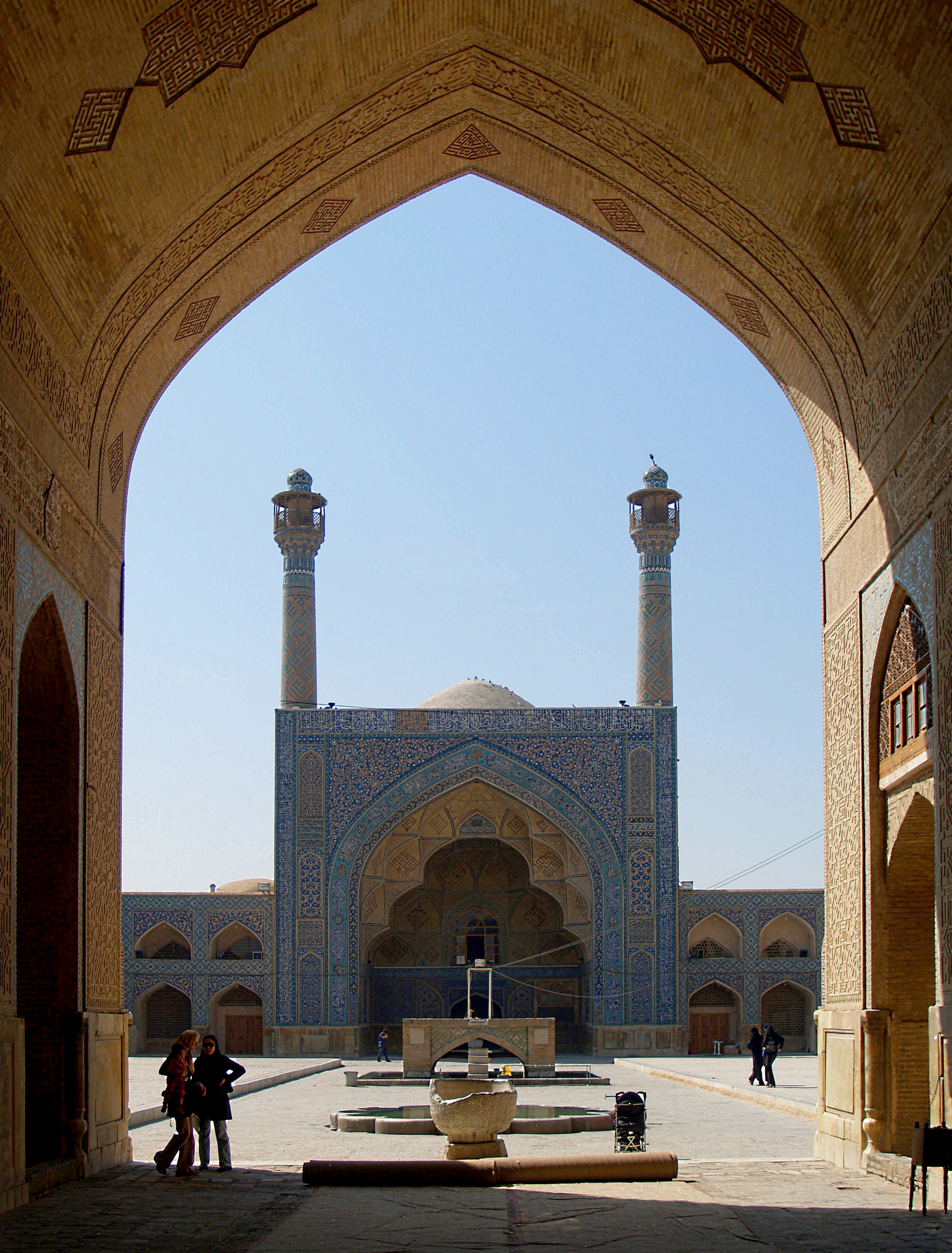
Вид на південний айван з арки на північній стороні.
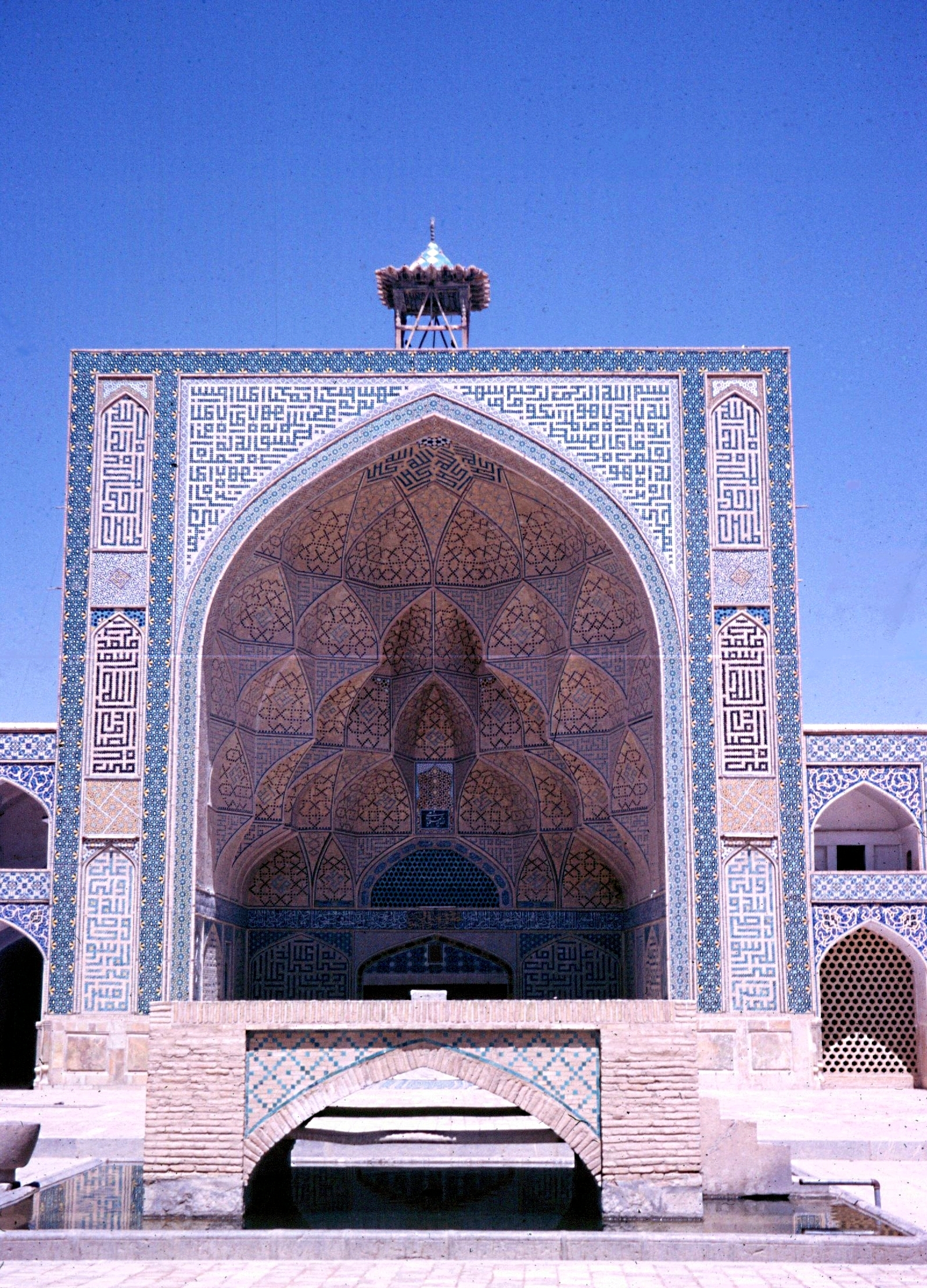
Фото західного айвана, 1962 р.
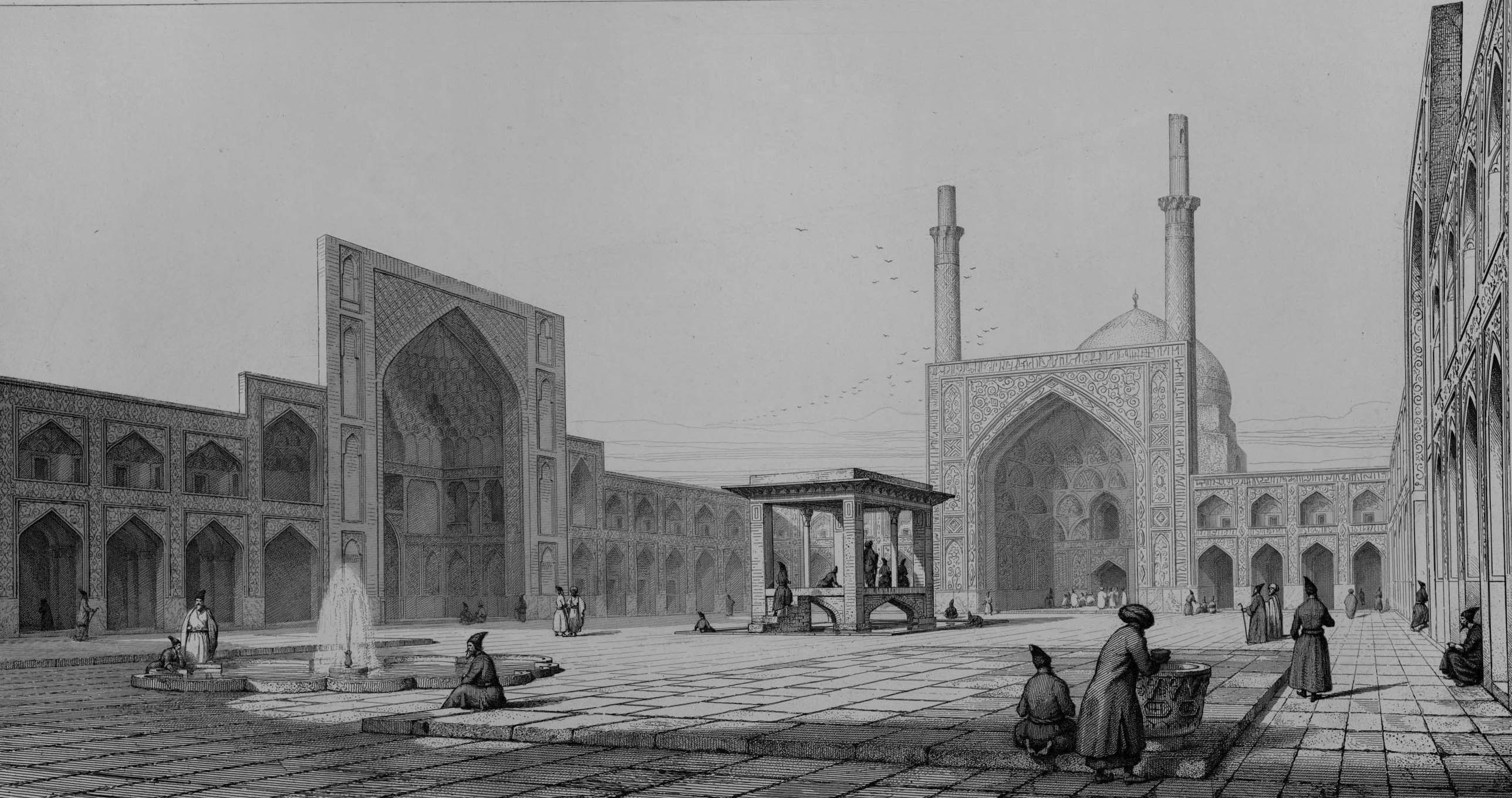
Мечеть 1840 р.
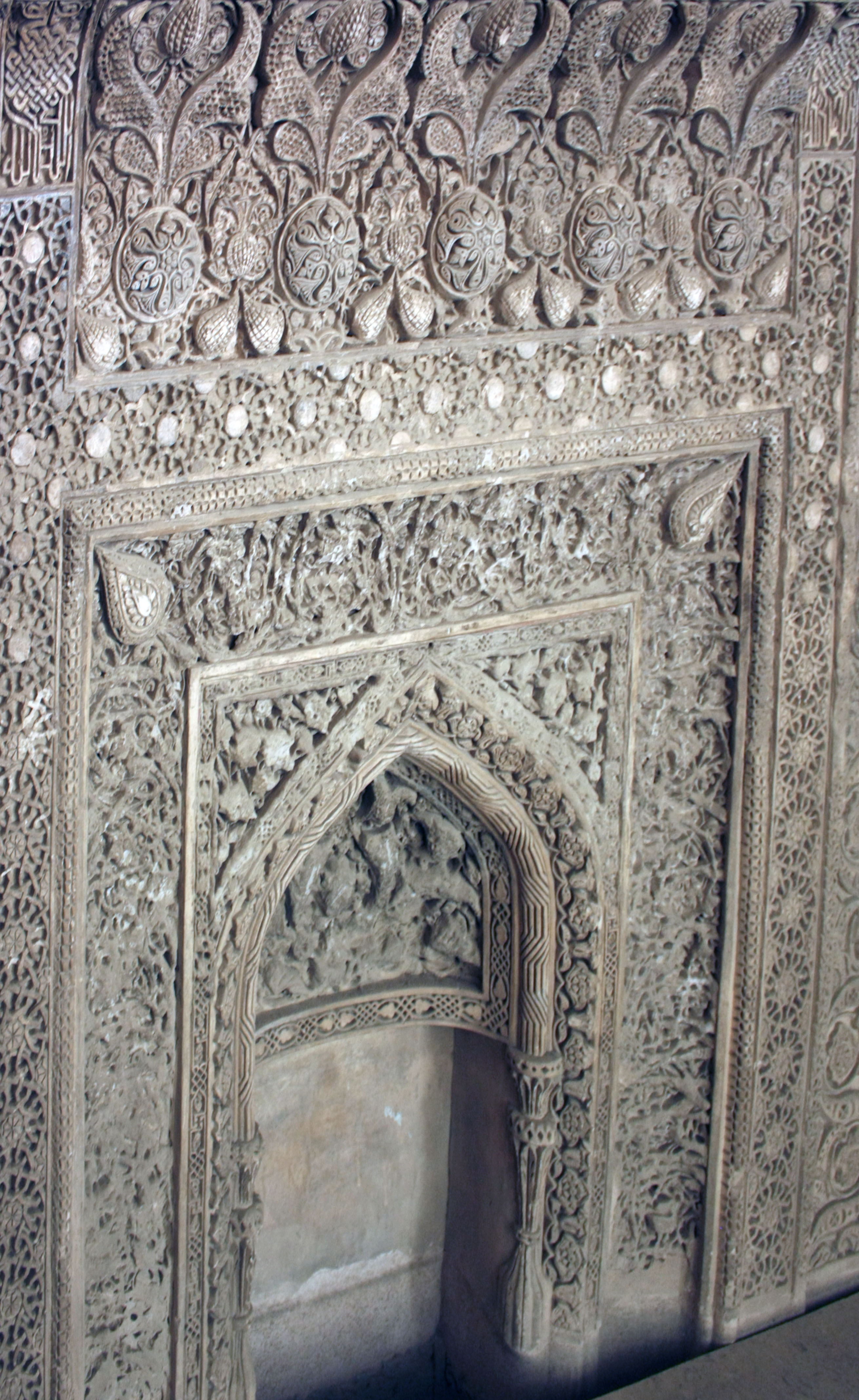
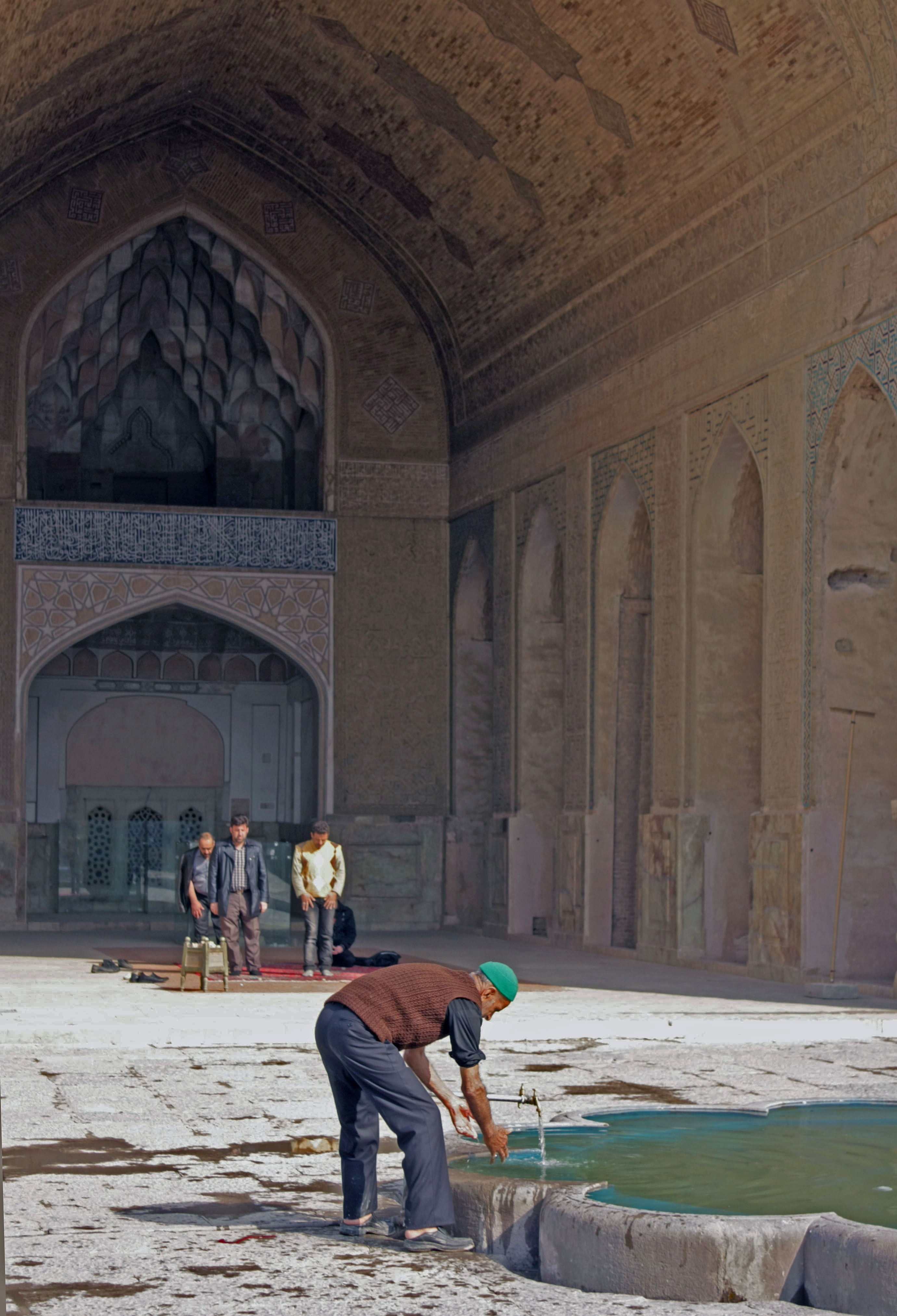
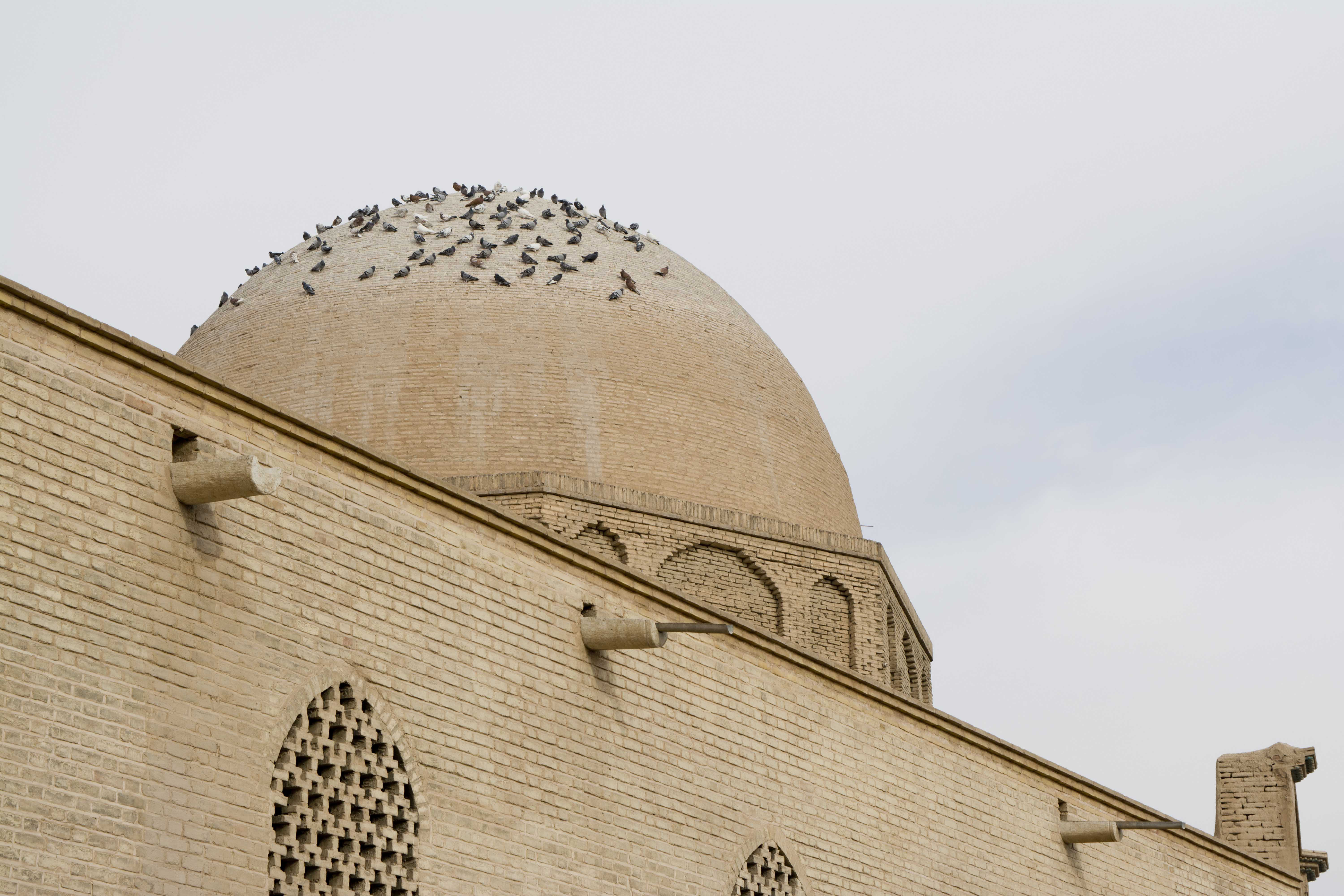
Вид зовні на північний купол
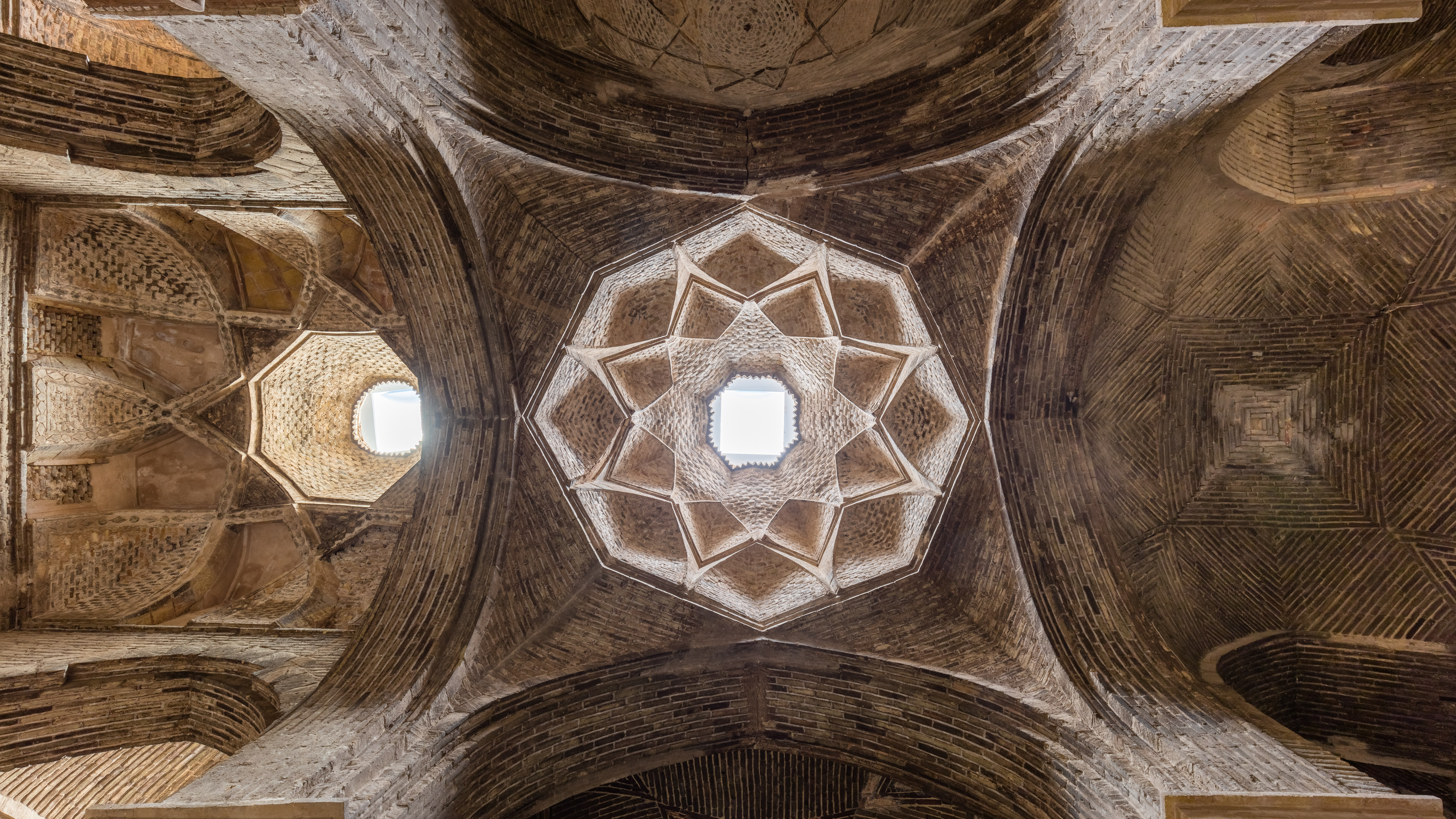
Північний шабістан
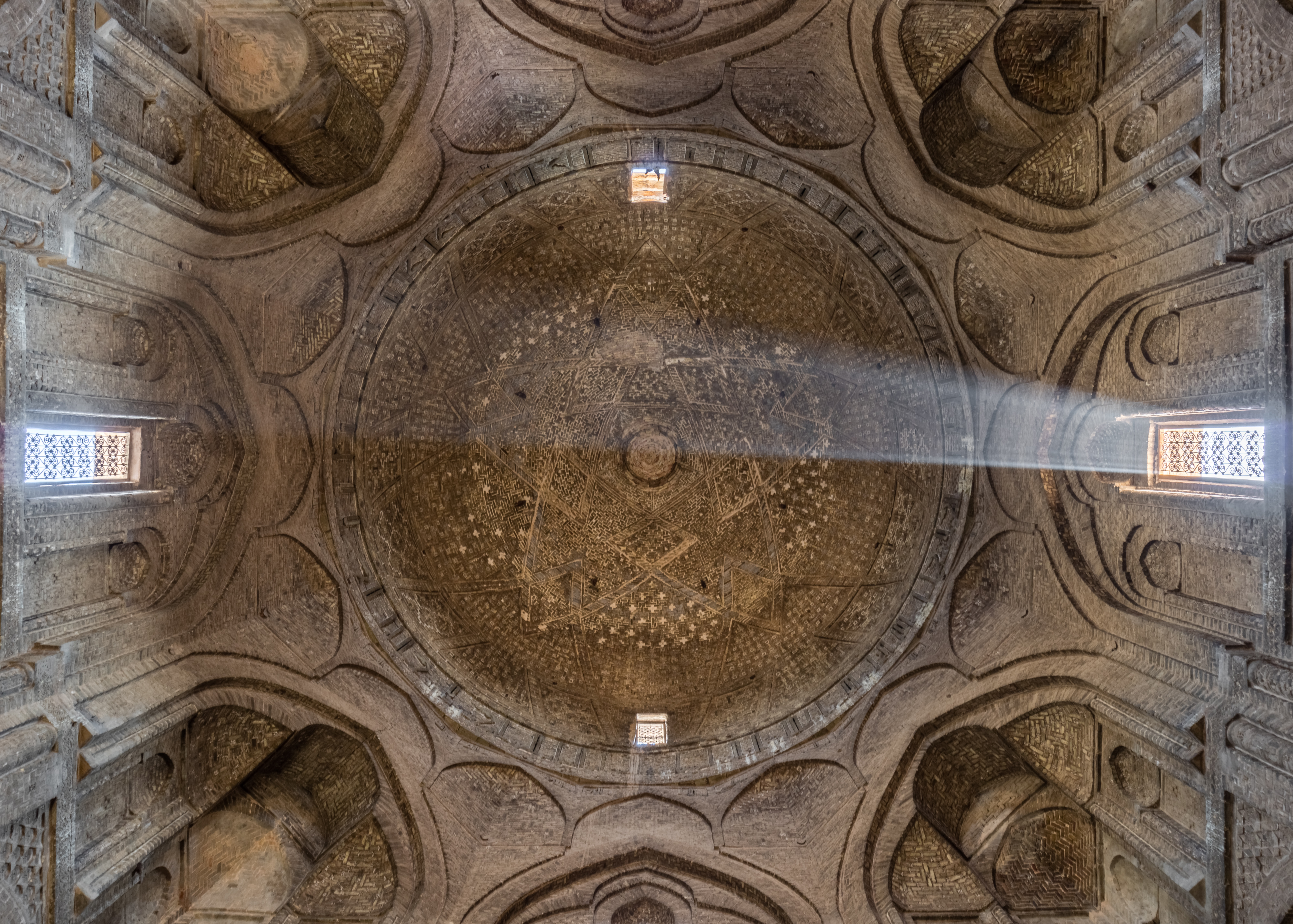
Вид з внутрішньої сторони на північний купол